# Apodaca
Ciudad Apodaca is een voorstad van Monterrey in de Mexicaanse deelstaat Nuevo León. Apodaca heeft 523.370 inwoners (census 2010). De belangrijkste inkomstenbron is de industrie.
In Apodaca bevinden zich twee vliegvelden: de internationale luchthaven Generaal Mariano Escobedo en de internationale luchthaven Del Norte.
Apodaca · Escobedo · García · Guadalupe · Juárez · Monterrey · Santa Catarina · San Nicolás de los Garza · San Pedro Garza García